# صابون‌سازی
صابون‌سازی فرایندی است که در آن چربی یا روغن بر اثر گرما در حضور محلول قلیایی (به عنوان مثال NaOH) به صابون و الکل تبدیل می‌شود. صابون نمک اسیدهای چرب است درحالی‌که اسیدهای چرب اشباع مونوکربوکسیلیک اسید هستند که زنجیره‌های کربن طولانی دارند (حداقل ۱۰). به عنوان مثال CH3 (CH2) 14COOH.
صابون‌های جامد از RCOONa تشکیل شده که R یک زنجیرهٔ هیدروکربنی بلند است. فرمول یک صابون جامد:
_CH3_CH2_CH2_CH2_CH2_CH2_CH2_CH2_COONa

## مکانیسم هیدرولیز
واکنش هیدروکسید با استر، کربوکسیلیک اسید را تولید می‌کند.
یون آلکوکسید یک باز قوی است. به‌طوری که پروتون از کربوکسیلیک اسید به آلکوکسید منتقل شده و یک الکل تولید می‌شود.